# Бомбарда
Бомбарда (латински bombus - грмљавина, тутњава и ardere - горјети (горети)) је претежни тип артиљеријског оруђа из 14. и 15. вијека. У ширем смислу ово је заједнички назив свих артиљеријских оруђа тог времена, до завршетка типизације у 17. вијеку.
Треће значење је ратни брод на једра опремљен за бомбардовање обалских утврђења, градова, и бродова у лукама артиљеријом.
Као артиљеријско оруђе, бомбарда је имала цијев дужине 5-8 калибара, дужу од мерзера а краћу од топа. Шупљина цијеви је била цилиндрична за разлику од мерзера. На почетку је имала цијев и комору као два одвојива дијела. Цијев је имала низ гвоздених шина по дужини, учвршћених прстеновима споља. Комора је била краћа и мањег пречника, и учвршћивана је на цијев послије пуњења барутом.
Пројектили су били камена, а касније метална ђулад. Паљење је вршено кроз рупицу на комори, прво усијаном шипком, а доцније запаљеним фитиљем.
У Дубровнику су израђиване бомбарде од 1378. Три вечилине су рађене до краја 16. вијека и снабдјевани су многи градови, као Стон, Трогир и градови у Босни. Један тип дубровачке бомбарде је био калибра 442 mm, а ђуле је тежило 113 kg.
Касније бомбарде су биле ливене од једног комада, из бронзе или гвожђа. Појавом бољих топова и других оруђа у 16. вијеку, престаје израда бомбарди.